# Reinach (Argovia)
Reinach es una comuna suiza del cantón de Argovia, situada en el distrito de Kulm. Limita al norte con las comunas de Leimbach, Zetzwil y Birrwil, al este con Beinwil am See, al sur Menziken, al suroeste con Pfeffikon (LU) y Rickenbach (LU), y al oeste con Gontenschwil.